# Don't Stand Another Chance
Don't Stand Another Chance è un brano della cantante statunitense Janet Jackson estratto come primo singolo dal suo secondo album in studio Dream Street nel 1984 e scritto da Janet Jackson, suo fratello Marlon e John Barnes e con i cori dei fratelli Marlon, Jackie, Tito e Michael Jackson.

## Descrizione
La canzone segnò la prima collaborazione artistica ufficiale tra Janet e suo fratello Michael, presente nei cori. Janet aveva già collaborato prima con Michael cantando, insieme alla sorella La Toya, nei cori del brano P.Y.T., nell'album Thriller e avrebbe collaborato ancora con lui nel 1995 nel singolo Scream, duetto tra i due, e nei cori della meno conosciuta Shout, contenuta come traccia extra nel CD singolo di Cry, secondo e ultimo brano estratto dall'album Invincible di Michael Jackson nel 2001.
La canzone fu scritta dalla Jackson stessa, dal fratello Marlon e dal sassofonista e clarinettista britannico John Barnes.

## Accoglienza
Il brano ebbe un discreto riscontro nell'estate del 1984, specialmente negli Stati Uniti, dove raggiunse la posizione numero uno della Bubbling Under Hot 100 e la numero nove della classifica rhythm and blues di Billboard. Il successo fu dovuto anche alla partecipazione del fratello Michael nei cori, all'epoca all'apice della carriera per il successo senza precedenti dell'album Thriller.

## Tracce
12" singolo USA
1. Don't Stand Another Chance (Specially Remixed Version) – 6:52
2. Don't Stand Another Chance (Dub Version) – 6:52

## Classifica
| Classifica (1984)              | Posizione raggiunta |
| ------------------------------ | ------------------- |
| Stati Uniti                    | 101                 |
| Singoli rhythm and blues (USA) | 9                   |
| Singoli dance (USA)            | 23                  |